# ミヤト・ガチノヴィッチ
ミヤト・ガチノヴィッチ（Mijat Gaćinović 、1995年2月8日 - ）は、ユーゴスラビア・ヴォイヴォディナ自治州・ノヴィ・サド出身のサッカー選手。ブンデスリーガ・1899ホッフェンハイム所属。セルビア代表。ポジションは、ミッドフィールダー。

## 経歴

### ヴォイヴォディナ
サッカー選手であった父がFKベチェイ1918でプレーしていた時にノヴィ・サドで生まれた。FKレオタル・トレビニェでキャリアをスタートし、まもなくFKヴォイヴォディナ・ノヴィ・サドの下部組織に入団。2013年3月のFKドニ・スレム戦でトップチームデビュー。5月のFKラドニチュキ・ニシュ戦で初ゴールを挙げ3-2の勝利に貢献した。
2013-14シーズンはレギュラーとしてセルビア・カップ優勝に貢献。2014-15シーズン、ガチノヴィッチはセルビア・スーペルリーガで11ゴールを挙げチーム内得点王になった。

### フランクフルト
2015年8月12日、アイントラハト・フランクフルトに移籍。2015年11月28日の1.FSVマインツ05戦でブンデスリーガデビュー。2016年5月の1.FCニュルンベルクとの入れ替え戦で初ゴールを挙げ、残留に貢献した。

### ホッフェンハイム
2020年8月4日、シュテフェン・ツバーとの交換トレードにより1899ホッフェンハイムへ2024年までの契約で完全移籍。

## 代表歴
当初ボスニア・ヘルツェゴビナ代表として出場していたが、U-19以降はセルビア代表に変更している。
2015 FIFA U-20ワールドカップではチームの一員として金メダル獲得に貢献した
2017年3月24日のワールドカップ予選ジョージア戦でA代表デビューし、この試合で代表初ゴールも挙げた。

## タイトル

### クラブ
ヴォイヴォディナ
- セルビア・カップ ： 2013–14

フランクフルト
- DFBポカール ： 2017–18

### 代表
U-20セルビア代表
- FIFA U-20ワールドカップ ： 2015